# Žiemelis
Žiemelis ist ein litauischer männlicher Familienname, abgeleitet vom Wort žiema, dt. Winter.

## Weibliche Formen
- Žiemelytė (ledig)
- Žiemelienė (verheiratet)

## Namensträger
- Gediminas Žiemelis (* 1977), Unternehmer
- Vidmantas Žiemelis (* 1950), Politiker und Rechtsanwalt